# Dylan Newbery
Dylan Newbery (10 de març de 1994) és un ciclista australià. Professional des del 2015.

## Palmarès
- 2015
  - Vencedor d'una etapa a la Battle on the Border
- 2016
  - Vencedor d'una etapa a la Volta al Singkarak